# Wilczak (Góry Bardzkie)
Wilczak – góra o wysokości 637 m n.p.m. w południowo-zachodniej Polsce, w Sudetach Środkowych, w Górach Bardzkich.

## Położenie i charakterystyka
Wzniesienie położone około 3,6 km na południowy wschód od centrum miejscowości Srebrna Góra, w północno-zachodniej części Gór Bardzkich, w Grzbiecie Zachodnim, wznoszące się nad przełęczami: Przełęcz Wilcza i Przełęcz Mikołajowska oraz wsią Wilcza. Od Wilczaka odchodzą dwa, krótkie, boczne grzbiety. Jeden biegnie na północ i kulminuje wzniesieniem Dębień nad Mikołajowem. Drugi biegnie na południe, gdzie szczyt bez nazwy o kocie 588 m n.p.m. dominuje nad Wilczą.
Jedno z wyższych wzniesień należące do głównego Grzbietu Zachodniego. Góra o kopulastym kształcie i stromych zboczach z wyraźnie zaznaczonym wierzchołkiem.

## Budowa geologiczna
Zbudowane jest z dolnokarbońskich szarogłazów, zlepieńców i łupków ilastych oraz dewońskich piaskowców, łupków i lidytów struktury bardzkiej.

## Roślinność
Porośnięte borem świerkowym z domieszką drzew liściastych. Zbocze zachodnie w dolnych partiach częściowo zajmują łąki i pola uprawne.

## Turystyka
Przez szczyt prowadzi szlak turystyczny: 
- niebieski – szlak E3 z Barda na Przełęcz Srebrną[1].